# ۶۰ بره
۶۰ بره یک ستاره است که در صورت فلکی برج حمل قرار دارد.